# Wabash Railroad
Die Wabash Railroad (vormals auch Wabash Railway und Wabash, St. Louis and Pacific Railway) war eine Class-I-Bahngesellschaft in den Vereinigten Staaten, mit Sitz in St. Louis. Ihr Netz erstreckte sich in seiner größten Ausdehnung von Buffalo über Detroit, Chicago und St. Louis bis nach Council Bluffs und Kansas City. 1929 hatte das Netz eine Streckenlänge von 4062 Kilometern. Die Wabash war immer ein Bindeglied zwischen den Bahngesellschaften des Ostens und des Westens, da sie zu den wenigen gehörte, die auf beiden Seiten des Mississippi wichtige Strecken besaßen. Die Gesellschaft entstand 1879 durch Fusion zweier Vorgängergesellschaften und bestand rechtlich mit einer Unterbrechung in den 1880er Jahren und unter mehreren Namensänderungen bis 1991. Bereits 1964 pachtete die Norfolk and Western Railroad die Wabash und übernahm die Betriebsführung. Mit deren Rechtsnachfolger, der Norfolk Southern Railway, fusionierte die Gesellschaft 1991 schließlich formal und hörte auch auf dem Papier auf zu existieren.

## Name und Symbolik

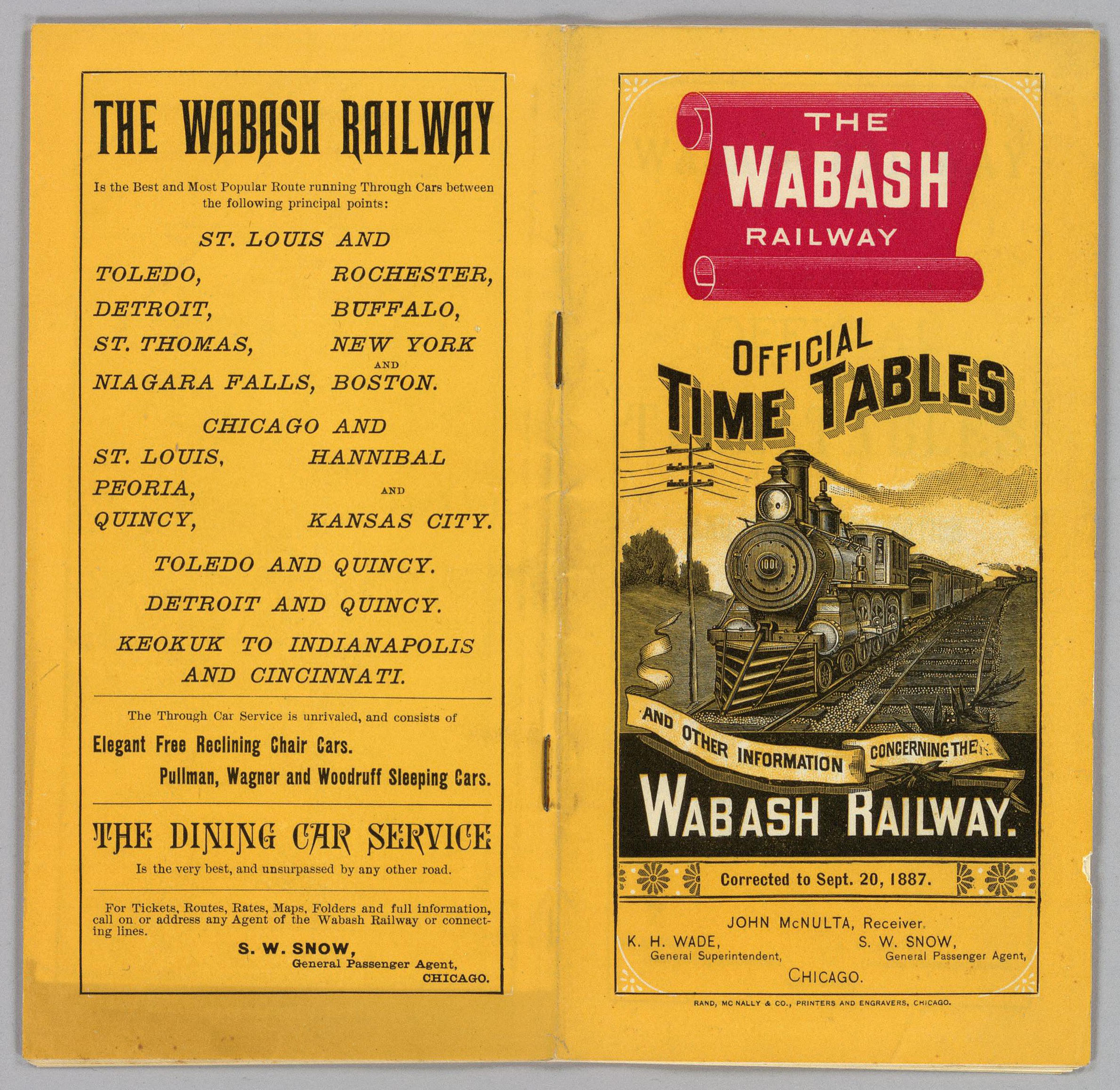
Titelblatt des Fahrplans vom September 1887

Der Name Wabash Railway war von 1877 bis 1879, von 1887 bis 1889 und noch einmal von 1915 bis 1937 in Gebrauch. Von 1889 bis 1915 und nach 1937 hieß die Gesellschaft Wabash Railroad und von 1879 bis 1887 trug sie den Namen Wabash, St. Louis and Pacific Railway.
In den 1880er Jahren bestand das Firmenlogo aus einem Rechteck oder einer stilisierten Schriftrolle (siehe Bild rechts), in dem „Wabash“ oder „The Wabash Railway“ stand. 1890 entschied man sich, dieses Logo zugunsten einer Flagge mit dem Text „The Wabash Route“ aufzugeben. Der bisherige Leitspruch der Gesellschaft „The Great Wabash Route“ wich dem neuen Spruch „The Banner Route“ (Die Bannerlinie). Der Text auf der Flagge wurde wenige Jahre später zu „Wabash“ verkürzt. Bereits um die Jahrhundertwende war das bis zuletzt gültige Logo auf Fahrplänen, Fahrzeugen und in Werbeanzeigen zu finden. 1912 fügte man lediglich noch den Schriftzug „Follow the Flag“ (Folge der Fahne), der schnell zum Motto der Wabash wurde, hinzu.
Dieser Schriftzug geht auf die bereits von der Vorgängergesellschaft North Missouri Railroad ererbte Praxis zurück, an manchen Zügen sogenannte „pay cars“ mitzuführen, von denen aus die Löhne der Bahnangestellten entlang der Strecke ausbezahlt wurden. Einen Tag, bevor dieser Wagen verkehrte, fuhr eine Lok über die Strecke, die eine Fahne trug. Dadurch wussten die Angestellten, dass am folgenden Tag der Wagen mit den Löhnen kam. Die Löhne „folgten der Fahne“. Zwar wurde diese Praxis um 1905 aufgegeben, der Spruch blieb jedoch.

## Geschichte
Die Wabash Railroad hatte eine sehr wechselvolle Geschichte, die von Umgründungen, Fusionen, Pleiten und Namensänderungen geprägt ist. Zunächst gab es zwei größere Bahngesellschaften, die 1879 zur Wabash, St. Louis and Pacific Railway fusionierten: die Wabash Railway und die St. Louis, Kansas City and Northern Railroad. Die neue Gesellschaft ging jedoch in Konkurs und wurde 1887 wieder in zwei Gesellschaften gespalten, die bereits zwei Jahre später wieder fusionierten. Ab diesem Zeitpunkt trug die Gesellschaft den Namen Wabash Railroad.

### Vorgeschichte

#### Wabash Railway I
Als 1877 der Name Wabash Railway erstmals verwendet wurde, blickte die Bahngesellschaft bereits auf eine 40-jährige Betriebsgeschichte zurück. 1837 gründeten lokale Unternehmer die Northern Cross Railroad, die die Stadt Jacksonville (Illinois) mit dem Illinois River verbinden sollte. Im Sommer 1839 ging die rund 26 Kilometer lange Strecke von Jacksonville nach Meredosia am Illinois River in Betrieb. Die Spurweite betrug 4 Fuß 9 Zoll bzw. 1448 Millimeter und die Gleise bestanden aus Bandschienen auf Längsschwellen. Im Dezember 1841 nahm die Gesellschaft den Betrieb auf der 66 Kilometer langen Verlängerung von Jacksonville nach Springfield auf. Bereits 1844 musste jedoch der Personenverkehr sowie der Lokomotivverkehr aufgrund mangelnder Gleisqualität eingestellt werden. Die Güterwagen wurden nur noch von Mulis und teilweise sogar Ochsen gezogen. Die Gesellschaft ging pleite und am 26. April 1847 kaufte die neugegründete Sangamon and Morgan Railroad die Anlagen und Fahrzeuge. Sie baute die Strecke komplett neu, diesmal in Normalspur und mit deutlich stabileren T-Schienen. Die Trasse wurde außer im Stadtgebiet von Jacksonville beibehalten. Ab dem 22. Juli 1849 fuhren wieder Züge von Springfield nach Meredosia. Im gleichen Jahr wurde ein Abzweig nach Naples eröffnet. Die Gesellschaft änderte am 13. Februar 1853 ihren Namen in Great Western Railroad und verlängerte 1856 ihre Strecke über Springfield hinaus bis zur Grenze nach Indiana. Weitere drei Jahre später erfolgte eine Umgründung in Great Western Rail Road of 1859. In Meredosia ging 1860 die Eisenbahnbrücke über den Illinois River in Betrieb, wodurch eine Verbindung zur 1857 eröffneten Quincy and Toledo Railroad hergestellt werden konnte.
Am 1. Juli 1865 fusionierte die Gesellschaft mit ebendieser Quincy and Toledo Railroad sowie der Toledo and Wabash Railroad, der Illinois and Southern Iowa Railroad und der Wabash and Western Railway zur Toledo, Wabash and Western Railway. Die Gesamtstrecke dieser neuen Gesellschaft verlief von Toledo am Eriesee über Lafayette (Indiana) und Springfield nach Quincy und hatte einen Abzweig von Clayton nach Keokuk (Iowa), das wie auch Quincy am Mississippi River liegt. Von Toledo bis Fort Wayne durchfuhr die Bahn das Tal des Maumee River, bis zur Grenze nach Illinois folgte sie dem Wabash River, dem die Wabash Railroad den Namen zu verdanken hat. Die TW&W stellte damit die erste Bahngesellschaft mit durchgehender Verbindung vom Eriesee zum Mississippi dar.
Nachdem am 3. Oktober 1870 eine weitere wichtige Zweigstrecke von Decatur nach East St. Louis eröffnet worden war, verkehrten 1871 erstmals durchgehende Kurswagen von St. Louis nach New York, die bis Toledo die TW&W befuhren. Die Reisezeit betrug 48 Stunden, konnte aber 1873 durch den Ausbau der Strecke, die Erhöhung der Fahrgeschwindigkeit und den Wegfall von Zwischenhalten auf 38 Stunden gesenkt werden.
Im Februar 1875 erklärte die Bahngesellschaft den Bankrott, nachdem die allgemeine wirtschaftliche Situation im Land immer schlechter geworden war und im Jahr zuvor die beiden wichtigen Werkstätten der Bahn in Springfield und Clayton abgebrannt waren. Ein Streik in Toledo und die Konkurrenz anderer Bahngesellschaften taten ein Übriges. Die Bahn wurde 1876 verkauft und am 10. Januar 1877 als Wabash Railway wieder aufgestellt.

#### St. Louis, Kansas City and Northern Railroad
Die St. Louis, Kansas City and Northern Railroad geht auf die in Missouri am 1. März 1851 gegründete North Missouri Railroad zurück. Diese Gesellschaft hatte am 2. August 1855 ihre erste Bahnstrecke von St. Louis zum Missouri River gegenüber von Saint Charles in Kolonialspur (1676 mm) eröffnet. Bis 1859 wurde die Strecke bis nach Macon verlängert. Der Weiterbau nach Norden wurde durch den Sezessionskrieg unterbrochen, während dessen die Bahnstrecke schwer beschädigt worden ist. Telegrafenleitungen, Bahnhofsgebäude, Brücken, Gleise, aber auch Züge wurden durch Südstaatentruppen zerstört. Das Centralia-Massaker ereignete sich 1864 an der Bahnstrecke. Guerilla-Kämpfer, angeführt von Bloody Bill Anderson, stoppten einen Zug im Bahnhof der Stadt Centralia, in dem sich unbewaffnete Unionssoldaten auf dem Heimweg befanden. Sie folterten und ermordeten die Soldaten, brannten Bahnhof und Zug nieder und unterbrachen dadurch den Betrieb erneut.
Nach dem Kriegsende normalisierte sich der Betrieb sehr schnell. Innerhalb von drei Tagen im August 1867 wurde die gesamte Strecke auf Normalspur umgebaut, was nun die Übergabe von Wagen an anschließende Bahngesellschaften ermöglichte. Die Strecke wurde in den folgenden Jahren bis nach Ottumwa (Iowa) verlängert und es entstand ein Abzweig von Moberly nach Birmingham, von wo aus Mitbenutzungsrechte über die Kansas City and Cameron Railroad nach Kansas City bestanden. 1871 erfolgte auch der Lückenschluss in Saint Charles mit der Eröffnung der Brücke über den Missouri. Die Gesellschaft musste jedoch Konkurs anmelden und wurde im Oktober 1871 verkauft. Um der geglückten Verbindung von St. Louis und Kansas City Ausdruck zu verleihen, nannte sich die Gesellschaft ab dem 2. Januar 1872 St. Louis, Kansas City and Northern Railroad. 1876 baute die Bahn eine wichtige Verbindungsstrecke zur Grand Union Station in St. Louis. Außerdem wurden in den 1870er Jahren zahlreiche kleinere Bahngesellschaften aufgekauft, die Anschlussstrecken an die Hauptstrecke der Bahn gebaut hatten.

### Erster Versuch der Fusion, die Ära Gould (1879–1887)
Bereits Anfang 1877 hatte Cornelius K. „Commodore“ Garrison einen großen Anteil an der St. Louis, Kansas City and Northern Railroad erworben. Im November 1878 kaufte er auch umfangreiche Anteile an der Wabash Railway, deren Präsident er kurz darauf wurde.
Die St. Louis, Kansas City&Northern stellte unterdessen in der zweiten Hälfte des Jahres 1879 ihre Strecke nach Council Bluffs fertig und konnte so den „Iowa Pool“, eine Preisabsprache zwischen der North Western, der Burlington und der Rock Island, den drei größten Bahngesellschaften in der Region, aushebeln.
Der Eisenbahnmagnat Jay Gould begann Anfang 1879, Aktien der Wabash Railway zu kaufen. Im April erwarb er alle Anteile von Commodore Garrison und wurde neuer Präsident. Im November fusionierten schließlich die Wabash Railway und die St. Louis, Kansas City and Northern Railroad zur Wabash, St. Louis and Pacific Railroad. Präsident der neuen Gesellschaft wurde zunächst Cyrus W. Field, der im April 1880 von Solon Humphreys und kurz darauf von Jay Gould selbst abgelöst wurde.
Im Mai 1879 erwarb Gould die Chicago and Paducah Railroad, die eine Strecke von Streator nach Effingham und einen Abzweig nach Altamont in Illinois betrieb. Um diese Strecke mit Chicago zu verbinden, gründete er die Chicago and Strawn Railway, die am 9. August 1880 die Strecke zwischen den namensgebenden Städten eröffnete. In den Jahren 1879 bis 1882 kaufte oder pachtete Gould zahllose weitere Bahngesellschaften in Indiana, Missouri, Iowa und Illinois. Das Streckennetz der Wabash verdoppelte sich fast von 1800 Meilen (2900 Kilometer) bei der Fusion 1879 auf 3518 Meilen (5662 Kilometer) im Jahre 1883. Außerdem baute die Wabash selbst eine wichtige Strecke, die von Butler (Indiana) nach Detroit führte. Im Netz der Wabash befanden sich nun auch zwei Schmalspurbahnen in der Spurweite von drei Fuß (914 mm), die von Des Moines nach Fonda und von West Lebanon (Indiana) nach Le Roy (Illinois) führten.
Der wichtigste Konkurrent der Wabash im Westteil des Netzes war die Chicago, Burlington and Quincy Railroad. Deren Vizepräsident und Generalmanager brachte es am 11. Mai 1880 in einem Gespräch im Vorstand der Bahngesellschaft auf den Punkt:

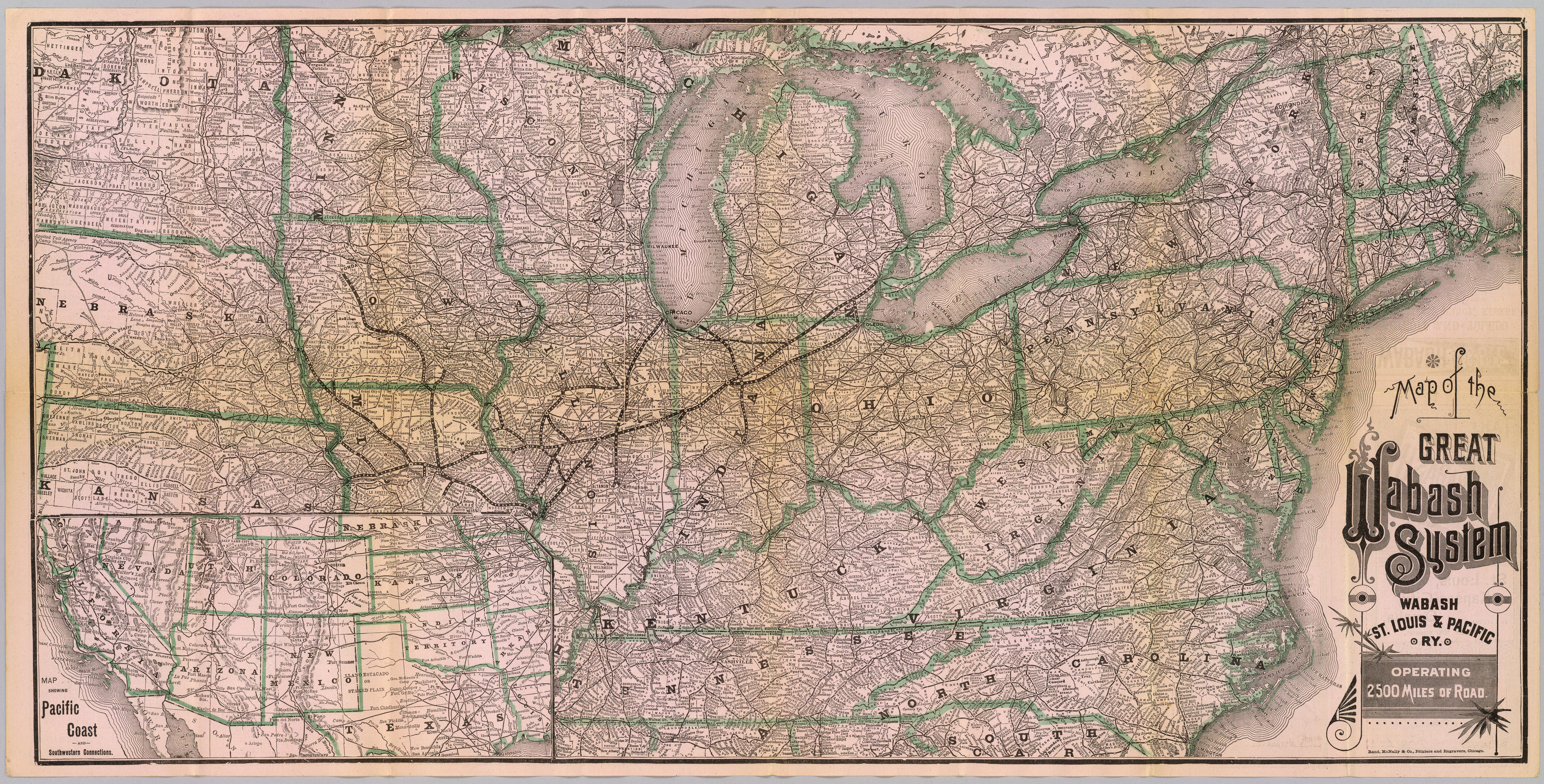
Streckennetz der Wabash, St. Louis & Pacific 1886.

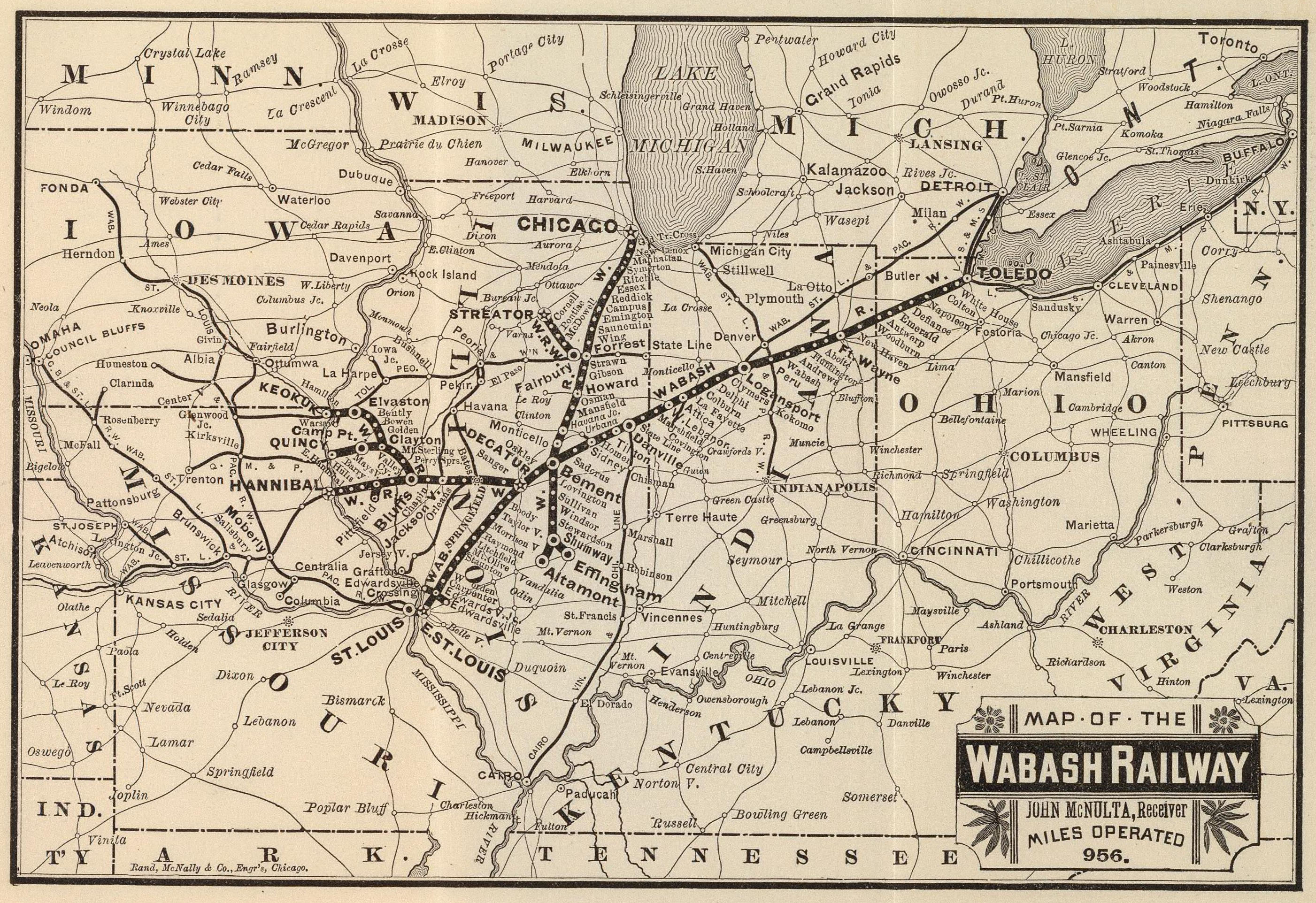
Streckennetz der Wabash Railway nach der Aufspaltung 1887.

“The Wabash is a nuisance to us all now.”

„Die Wabash ist jetzt für uns alle eine Belastung.“

Im Januar 1883 eröffnete die Wabash die Verbindungsstrecke von Humeston nach Shenandoah, über die nun durchgehende Expresszüge von Chicago nach Council Bluffs verkehrten. Jay Gould verpachtete die Wabash im Frühjahr 1883 an die St. Louis, Iron Mountain and Southern Railway, was jedoch nicht verhindern konnte, dass am 28. Mai 1884 Konkurs angemeldet wurde. Solon Humphreys und Thomas E. Tutt, ein Bankier aus St. Louis, übernahmen die Konkursverwaltung, Gould trat als Präsident zurück. Per Gerichtsbeschluss sollten 1886 Humphreys und Tutt durch Thomas M. Cooley, einen Juraprofessor an der University of Michigan und Richter im Michigan Supreme Court, ersetzt werden, wogegen die beiden jedoch Einspruch einlegten. Daraufhin wurde nur ein Teil der Gesellschaft an Cooley übergeben. In diese Zeit fielen mehrere größere Streiks der Bahnarbeiter für mehr Lohn.
Am 1. März 1887 wurde die Wabash, St. Louis and Pacific Railway offiziell aufgelöst und in zwei Bahngesellschaften gespalten. Die Wabash Western Railway übernahm im Westteil des Netzes die Strecken von St. Louis nach Kansas City, Moberly, Des Moines, Brunswick und Pattonsburg sowie Abzweige nach Columbia und Glasgow und im Ostteil des Netzes die Strecken Clymers–Detroit, Attica–Covington, Sidney–Champaign und die von der Chicago and Atlantic Railroad gepachtete Strecke von Laketon Junction nach Chicago. Zahlreiche von Gould gepachtete Strecken wurden wieder an ihre Eigentümer zurückgegeben. Das Netz dieser Gesellschaft war somit zweigeteilt. Der Westteil des Netzes hatte eine Streckenlänge von 641 Meilen (1032 Kilometern), der Ostteil eine solche von 350 Meilen (563 Kilometern). Den Rest des Netzes – ebenfalls abzüglich zahlreicher gepachteter Strecken – übernahm eine neue Wabash Railway. Deren Netz umfasste also die Strecken von Toledo nach St. Louis, von Chicago und Streator nach Effingham, von Decatur nach Hannibal, Keokuk und Quincy sowie Abzweige nach Pittsfield, Altamont und Edwardsville mit einer Gesamtlänge von 956 Meilen (1539 Kilometern).

### Erneute Fusion, Wabash Railroad I (1889–1915)

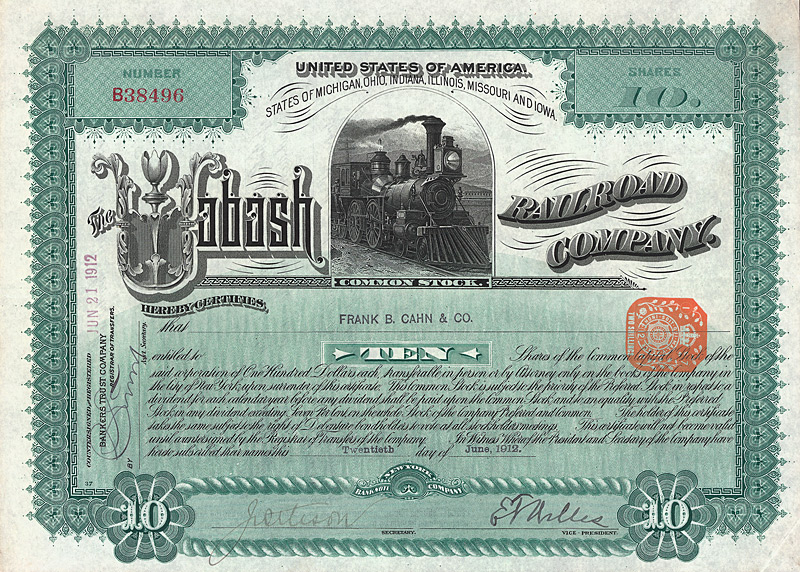
Aktie der Wabash Railroad Company vom 20. Juni 1912

Am 15. Mai 1889 fusionierten die Wabash Western Railway und die Wabash Railway wieder zur Wabash Railroad, die sogleich wieder auf Expansionskurs ging. O. D. Ashley wurde der erste Präsident der neuen Gesellschaft. In den darauffolgenden Jahren ersetzte die Wabash die gepachtete Strecke von Laketon Junction nach Chicago durch eine eigene Neubaustrecke, die in Montpelier an das Netz anschloss. Am 21. April 1893 erreichte der erste Wabash-Zug Chicago über die neue Bahn.
Bis 1890 mussten Züge in der Relation St. Louis–Detroit über die schlecht ausgebaute Eel River Railroad fahren. Daher pachtete die Wabash 1890 zunächst die Peru and Detroit Railway, die eine Verbindungsstrecke von Peru nach Chili eröffnet hatte. Diese Strecke wurde später an die Winona Interurban Railway verkauft, nachdem 1902 durch die Wabash die Fort Wayne and Detroit Railroad von New Haven nach Butler eröffnet worden war. Der Pachtvertrag mit der Eel River Railroad, der seit 1879 bestand, wurde Ende der 1890er Jahre aufgehoben. Die Bahn wurde später von der Pennsylvania Railroad übernommen.
Ende 1897 vereinbarte die Wabash ein Mitbenutzungsrecht für die Katy-Hauptstrecke von Moberly nach Hannibal. Am 24. Januar 1898 erreichte das Wabash-Netz Buffalo. An diesem Tag vereinbarte die Gesellschaft Mitbenutzungsrechte für die Strecke der Grand Trunk Railway von Windsor (Ontario) bis zur Staatsgrenze bei Niagara Falls, für die Strecke der Erie Railroad von der Grenze nach Buffalo und für den Güterbahnhof der Lehigh Valley Railroad in Buffalo. 1901 pachtete die Gesellschaft die Omaha and St. Louis Railroad und erwarb zwei Jahre später die Brunswick and Chillicothe Railroad. Damit hatte die Wabash wieder eine Verbindung nach Council Bluffs.
Ab Juni 1901 war Joseph Ramsey Präsident der Bahngesellschaft. Im gleichen Jahr erwarb die Wabash die Anteilsmehrheit an der Wheeling and Lake Erie Railroad, deren Hauptstrecke von Toledo nach Wheeling (West Virginia) führte. 1902 kaufte man außerdem die Western Maryland Rail Road, die von Baltimore aus nach Hagerstown gebaut hatte, und die West Virginia Central and Pittsburgh Railway, deren Strecke von Cumberland (Maryland) nach Montrose (West Virginia) führte. Diese Gesellschaft fusionierte 1906 mit der Western Maryland. Am 2. Juli 1904 eröffnete die Pittsburgh and Lake Erie Railroad, die in Besitz der Wabash war, die Strecke von Wheeling nach Pittsburgh. Weitere Strecken in Maryland und Pennsylvania wurden in den folgenden Jahren gebaut. Zur Verwaltung der Strecken östlich von Toledo wurde im Mai 1904 die Wabash Pittsburgh Terminal Railway gegründet, deren Präsident ebenfalls Ramsey wurde. Bereits im April 1905 gab Ramsey diese Präsidentschaft jedoch auf und wurde im Oktober des gleichen Jahres auch als Präsident der Wabash Railroad abgewählt. Sein Nachfolger wurde Frederick A. Delano.
Die Erwartungen an die neue Verbindung nach Pittsburgh erfüllten sich überhaupt nicht und so gingen die Wheeling&Lake Erie und die Wabash Pittsburgh Terminal 1908 pleite. Die Gesellschaften wurden aus dem Wabash-Imperium ausgegliedert und später als Pittsburgh and West Virginia Railway neu aufgestellt. Am 26. Dezember 1911 erklärte auch die Wabash Railroad den Bankrott. Konkursverwalter wurde der US District Court unter der Konkursleitung von Frederick A. Delano.

### Wabash Railway III (1915–1937)
Am 22. Oktober 1915 wurde die Bahngesellschaft als Wabash Railway neu aufgestellt. Edward Francis Kearney wurde Präsident der Gesellschaft. Es war bereits die dritte Bahngesellschaft mit diesem Namen. Zu dieser Zeit war das Streckennetz 3272 Kilometer lang. 517 Kilometer davon waren zweigleisig ausgebaut. Für weitere 766 Kilometer bestanden Mitbenutzungsrechte. Der Luxusexpresszug „Banner Blue Limited“, später „Banner Limited“, verkehrte ab dieser Zeit zwischen Chicago und St. Louis.
Am 28. Dezember 1917 übernahm wegen des Ersten Weltkrieges die United States Railroad Administration (USRA) die Kontrolle über die Wabash Railway. Die USRA setzte eine Lohnerhöhung durch und begann, die Eisenbahnen in den Vereinigten Staaten zu vereinheitlichen. Parallel laufende Personenzüge wurden eingestellt, und so fuhr von ehemals vier nur noch ein täglicher Zug Chicago–New York über die Wabash-Strecke nach Buffalo, der auch noch an den meisten Stationen entlang der Strecke hielt. Allerdings erhielt die Wabash zahlreiche aus Bundesmitteln finanzierte neue Fahrzeuge. Allein 1918 stellte die USRA der Wabash 25 Mikado-Lokomotiven und 3800 neue Güterwagen bereit. Erst am 1. März 1920 erhielten die Bahnen in den USA ihre Eigenständigkeit zurück. Inzwischen war am 10. März 1919 Präsident Kearney verstorben. Der Vorstandsvorsitzende W. H. Williams übernahm kommissarisch Kearneys Aufgaben, ehe Anfang 1920 James E. Taussig das Amt übernahm.
Nachdem die Löhne mehrmals reduziert wurden, die Lebenshaltungskosten jedoch stiegen, kam es bei der Wabash Railway und anderen Bahngesellschaften ab dem 1. Juli 1922 zu einem der größten Bahnarbeiterstreiks in der Geschichte der USA. 92 % der etwa 3000 Werkstattarbeiter der Gesellschaft legten die Arbeit nieder. Die Wabash heuerte Streikbrecher an und stellte bewaffnete Posten an ihren Hauptwerkstätten in Moberly und Decatur auf. Der Gouverneur von Missouri entsandte außerdem 300 Soldaten der Nationalgarde. Der streikende Mob vertrieb einige der Streikbrecher gewaltsam, ansonsten kam es jedoch nicht zu bewaffneten Ausschreitungen. Wabash-Präsident Taussig stellte ein Ultimatum, bis zum 10. Juli zur Arbeit zurückzukehren, anderenfalls würde er die Streikenden fristlos entlassen. Man einigte sich später darauf, die Streikzeit als unbezahlten Urlaub zu verrechnen und ließ die Arbeiter zurückkehren. Sie verloren darüber hinaus alle Altersansprüche und viele Arbeiter wurden auf niedrigere Posten versetzt. Erst im Frühherbst des Jahres begann der Streik sich aufzulösen, was bis zum November andauerte. Während des Streiks mussten zahlreiche Züge gestrichen werden. Die Kosten für das Sicherheitspersonal kamen hinzu, sodass die Gesamtkosten des Streiks für die Bahngesellschaft auf knapp 1,3 Millionen US-Dollar berechnet wurden.

Logo der Ann Arbor Railroad.

In den folgenden Jahren war die Wabash sehr erfolgreich und konnte einen Reingewinn von ca. neun Millionen US-Dollar pro Jahr verbuchen. Dieses Geld investierte man unter anderem in eine Erweiterung des Streckennetzes. Im November 1925 genehmigte die Interstate Commerce Commission (ICC) die Übernahme der Anteilsmehrheit an der Ann Arbor Railroad, die bereits zum 19. Mai 1925 erfolgt war. Die Gesellschaft blieb betriebsführend, stand aber unter der Kontrolle der Wabash. Die 473 Kilometer lange Strecke der „Annie“ verlief von Toledo, wo Anschluss an das Wabash-Netz bestand, quer über den Staat Michigan bis nach Frankfort am Michigansee. Von dort bestanden Eisenbahnfähren über den See. Im nördlichen Teil Michigans gehörte der Ann Arbor Railroad außerdem die 61 Kilometer lange Manistique and Lake Superior Railroad, über die das Ufer des Oberen Sees erreicht wurde.
1926 kaufte die Wabash 20 % der Anteile an der Lehigh Valley Railroad. Diese Anteile wurden jedoch 1928 an die Pennsylvania Railroad verkauft. Die Pennsylvania hatte ihrerseits 1927 48 % der Anteile an der Wabash Railway gekauft und hatte damit eine gewisse Kontrolle über die Bahngesellschaft. Obwohl die ICC 1930 dieser Übernahme nicht zustimmte, da die Wabash ein direkter Konkurrent der Pennsylvania war und sie damit den Clayton Antitrust Act von 1914 verletzte, blieb es bei den Eigentumsverhältnissen. Am 19. März 1934 entschied der Oberste Gerichtshof, dass die Übernahme der Wabash-Anteile rechtens war. Neben diesen bekannteren Bahngesellschaften erwarb die Wabash auch zwei kleinere Bahnen in Indiana. Die New Jersey, Indiana and Illinois Railroad besaß 18 Kilometer Industrie- und Anschlussgleise in South Bend und ging 1926 in den Besitz der Wabash über. Die Lake Erie and Fort Wayne Railroad war eine Rangiergesellschaft mit drei Kilometern Gleis in Fort Wayne und wurde im April 1929 erworben. Beide Gesellschaften wurden weiterhin eigenständig, aber unter Kontrolle der Wabash, betrieben.
Neben den Anteilsgeschäften modernisierte die Wabash auch das eigene Streckennetz. Neben dem zweigleisigen Ausbau einiger Streckenabschnitte sowie dem Ausbau des automatischen Blocksignalsystems eröffnete sie am 31. Januar 1927 eine neue zweigleisige Stahl- und Betonbrücke über den Sangamon River bei Decatur. Auch wurden auf Drängen der Autolobby hin zahlreiche Bahnübergänge durch Überführungen ersetzt. Am 1. August 1929 eröffnete die Gesellschaft die New Delmar Boulevard Station in St. Louis.
Auch im Fahrzeugpark wurden Investitionen getätigt. So verkehrte im September 1925 erstmals der mit neuem Wagenmaterial ausgestattete Banner Blue Limited, der nun von Chicago nach St. Louis nur noch sechseinhalb Stunden benötigte. 44 neue Expresszugwagen erhöhten den Comfort und die Reisegeschwindigkeit auch auf anderen Strecken ab Dezember 1927 beträchtlich. Von 1923 bis 1925 wurden außerdem 75 neue Dampflokomotiven gekauft. Weitere 50 folgten im Jahr 1930. Zwei benzin-elektrische Personentriebwagen hielten 1926 Einzug in den Wabash-Fuhrpark. Sie kamen hauptsächlich als Personenzüge zwischen Decatur (Illinois) und Hannibal und zwischen Brunswick und Maryville in Missouri zum Einsatz. Aufgrund häufiger Pannen wurden sie bereits 1939 wieder außer Dienst gestellt.
Nach Beginn der Weltwirtschaftskrise 1929 gingen die Einnahmen rapide zurück, innerhalb von drei Jahren um 45 %. 1931 schrieb man erstmals rote Zahlen und verbuchte einen Nettoverlust von über 7 Millionen US-Dollar. Am 9. September 1931 ging Präsident Taussig in den Ruhestand und wurde durch den 57-jährigen W. H. Williams ersetzt, der jedoch am 14. Oktober plötzlich starb. Sein Nachfolger wurde der 47 Jahre alte Walter S. Franklin aus Maryland. Der Bezirksgerichtshof Ostmissouri erklärte die Gesellschaft am 1. Dezember 1931 für insolvent. Zu Insolvenzverwaltern wurden Präsident Franklin sowie der stellvertretende Generalanwalt der Bahn Frank C. Nicodemus Jr., ebenfalls aus Maryland, ernannt. Franklin trat am 19. Oktober 1933 von diesem Amt zurück, sein Nachfolger wurde Norman B. Pitcairn aus Pennsylvania. Alle drei Personen hatten ein gutes Verhältnis zur Pennsylvania Railroad. 1932 begannen die radikalen Sparmaßnahmen. Zu diesem Zweck wurde die Verwaltung der Bahn rationalisiert: Aus fünf Netzabteilungen wurden drei und 1934 wurden Verwaltungsbüros in Chicago, St. Louis, Moberly und Montpelier geschlossen. Die Löhne der Arbeiter wurden zeitweilig um 10 % gekürzt, was jedoch bis 1935 wieder rückgängig gemacht wurde. Einige nicht rentable Nebenstrecken wurden stillgelegt, darunter die Strecken nach Covington (Indiana) und Excelsior Springs (Missouri), die Strecke von Clayton nach Camp Point sowie von Stewardson nach Altamont (beide Illinois). Ältere Loks und Güterwagen wurden verschrottet, sodass 1935 nur noch 3,1 % der Waggons über 20 Jahre alt waren – der niedrigste Wert aller Class-I-Bahngesellschaften dieser Zeit.
Für einige Streckenabschnitte konnte die Wabash Mitbenutzungsrechte vergeben, die Mehreinnahmen brachten. So vereinbarte man 1933 mit der Chicago, Burlington and Quincy Railroad einen Richtungsbetrieb zwischen Albia und Tracy (Iowa). Mit der Pennsylvania Railroad wurde im gleichen Jahr die Mitbenutzung der Hauptstrecke von Chicago nach Fort Wayne sowie der gemeinsame Expresszugbetrieb zwischen Chicago und Detroit vereinbart, auf der Wabash-Hauptstrecke von Chicago nach Montpelier verkehrte nun nur noch ein lokaler Personenzug. Verbesserungen wurden auch auf der Strecke Chicago–St. Louis eingeführt, für die der Blue Banner Limited ab Juni 1935 nur noch 5,5 Stunden benötigte. 1936 verkaufte die Wabash ihr größtes Getreidesilo in Chicago für 700.000 US-Dollar. Trotz der Finanzkrise konnte am 13. Oktober 1936 nach fast fünf Jahren Bauzeit eine neue Brücke über den Missouri River bei St. Charles eröffnet werden.

### Wabash Railroad II (1937–1964)

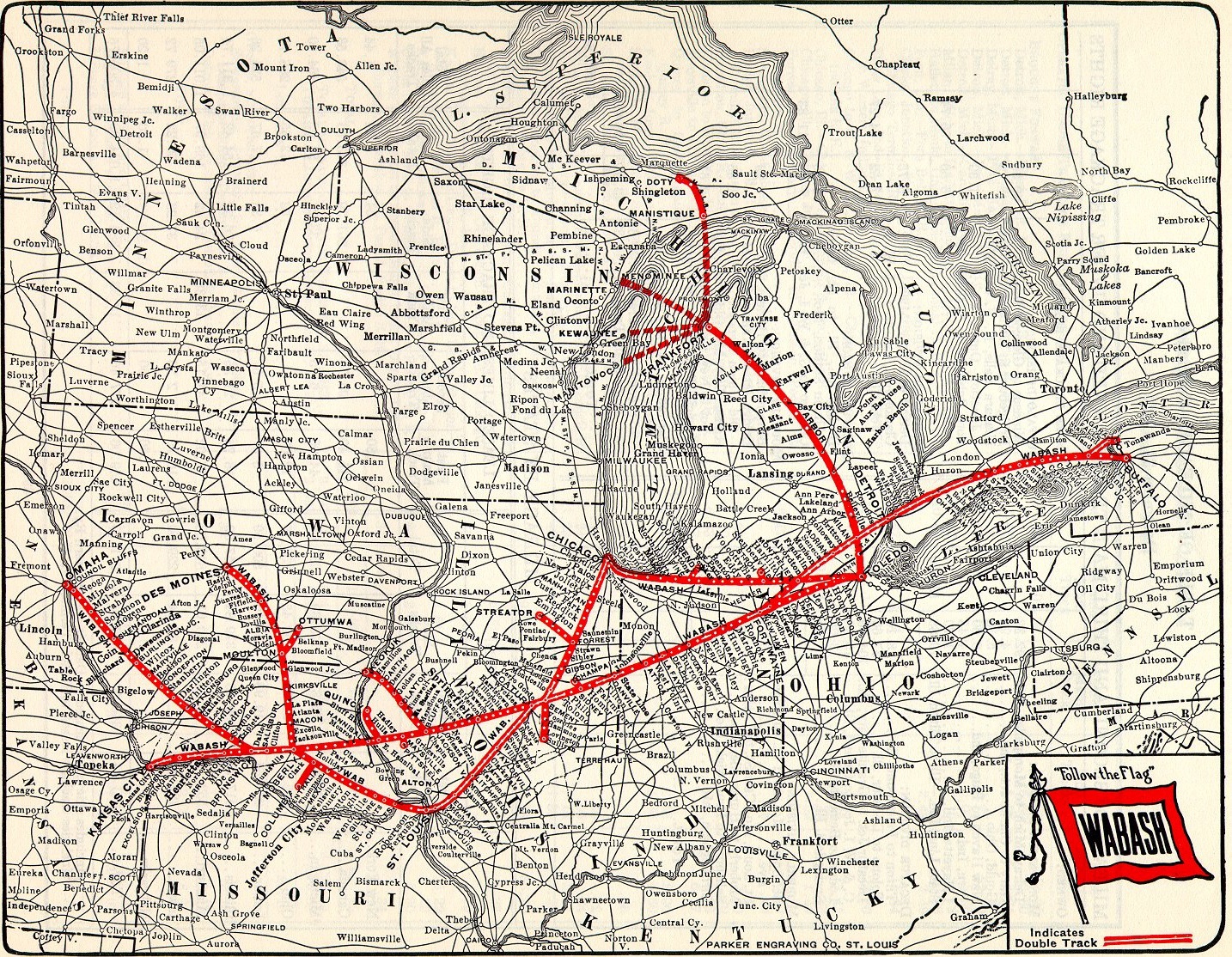
Wabash-Streckenkarte ca. 1943/44.

Am 2. Oktober 1937 wurde die Bahngesellschaft unter dem Namen Wabash Railroad Company neu aufgestellt, jedoch aus Finanznot noch nicht formal gegründet. Weitere Einsparungsmaßnahmen wurden getroffen. 1938 erfolgte die Stilllegung des Streckenabschnitts Sullivan–Stewardson in Illinois. 1942 endete der Verkehr auf der Zweigstrecke nach Glasgow. 1945 wurde der kurze Abzweig nach Stroh (Indiana) stillgelegt. Daneben kaufte die Bahn von 1939 bis 1945 aber auch die ersten 27 dieselelektrischen Lokomotiven von verschiedenen Herstellern, zunächst nur für den Rangierbetrieb.
Inzwischen hatte sich 1941 die Pennsylvania Railroad bei der Interstate Commerce Commission um die Übernahme der Mehrheit an der Wabash beworben, was der Gesellschaft genug Mittel für eine Neugründung geben würde. Einsprüche kamen von der New York Central Railroad und deren Tochtergesellschaft Pittsburgh and Lake Erie Railroad, die selber Interesse an einer Übernahme hatten. Die ICC genehmigte den Antrag jedoch und ab 1. Januar 1942 war die Pennsylvania Railroad in Besitz der Anteilsmehrheit der am gleichen Tag formal gegründeten Wabash Railroad Company. Zum Präsidenten der neuen Gesellschaft wurde der bisherige Insolvenzverwalter Norman B. Pitcairn einstimmig gewählt.
Durch den Kriegseintritt der USA Ende 1941 erhöhte sich das Beförderungsaufkommen beträchtlich. Mit ihrer gut ausgebauten Hauptstrecke von Kansas City in Richtung Osten, die die verkehrsreichen Bahnknoten St. Louis und Chicago nicht berührte, war die Wabash und daran anschließend die Pennsylvania Railroad ein wichtiger Transportweg für Militärtransporte. Aufgrund der Benzin- und Reifenknappheit stiegen auch viele Autobesitzer wieder auf die Bahn um, sodass auch die Fahrgastzahlen sprunghaft anstiegen. 1945 beförderte man über 2,1 Millionen Passagiere, nachdem 1941 nur reichlich 800.000 Fahrgäste transportiert wurden.
Der folgenschwerste Unfall in der Geschichte der Wabash ereignete sich in dieser Zeit. Im August 1942 fuhr ein verspäteter Personenzug bei Warrenton (Missouri) in eine Gleisrotte. Alle zehn Gleisarbeiter starben dabei.
Am 23. Dezember 1944 erwarb die Wabash für 2,4 Millionen US-Dollar die Strecke Hannibal–Moberly von der Missouri-Kansas-Texas Railroad (MKT). Bereits ab 1922 hatte sie diese wichtige Verbindungsstrecke gepachtet und die MKT befuhr sie seit 1923 nicht mehr selbst. Am 2. Juni 1946 führte die Wabash zusammen mit der Union Pacific Railroad den City of St. Louis ein, einen Expresszug von St. Louis in Richtung Südwesten, der im Frühjahr 1951 bis Los Angeles verlängert wurde. Der Zug wurde mit Wagen beider Gesellschaften und von Anfang an mit Dieselloks der Union Pacific betrieben. Die erste Wabash-Diesellok für den regulären Expresszugbetrieb wurde im August des Jahres in Dienst gestellt und kam auf dieser Strecke zum Einsatz. Im regulären Güterverkehr fuhren drei Jahre später die ersten Dieselloks. Bereits im Oktober 1950 war der Personenverkehr vollständig auf Dieselbetrieb umgestellt, Mitte Juni 1953 auch die Güterzüge, außer auf der Zweigstrecke nach Keokuk. Die Brücke über den Illinois River bei Meredosia konnte nur leichte Dampfloks tragen, die erst am 28. Juni 1955 außer Dienst gestellt und durch zwei von der Pennsylvania Railroad gepachtete leichte Diesellokomotiven ersetzt wurden. Die Dampflok Nr. 573, Bauart Mogul, wurde dem Verkehrsmuseum in St. Louis zur Verfügung gestellt, wo sie noch heute ausgestellt ist.
Nach dem Zweiten Weltkrieg begann man, wieder andere Bahngesellschaften aufzukaufen. Im September 1946 erwarb die Wabash die noch betriebenen drei Kilometer Anschlussgleis der Chicago, Attica and Southern Railroad in Attica. Am 9. Februar 1951 erwarben die Wabash Railroad und die Pennsylvania Railroad gemeinsam die Anteilsmehrheit an der Detroit, Toledo and Ironton Railroad. Das Streckennetz dieser Bahngesellschaft war 578 Kilometer lang und erstreckte sich zwischen Detroit und Ironton am Ohio River. Ab dem 6. April 1956 war die Wabash Railroad Eigentümer von einem Zehntel der Illinois-Missouri Terminal Railway, die den Rangierbetrieb in East St. Louis dominierte. Präsident Pitcairn ging unterdessen am 17. April 1947 in den Ruhestand und wurde durch den 56 Jahre alten bisherigen Vizepräsidenten Arthur K. Atkinson ersetzt.
Der erste vollständig stromlinienförmige Zug der Wabash fuhr ab dem 24. November 1947 zwischen Kansas City und St. Louis. Ab 26. Februar 1950 kam auch zwischen St. Louis und Chicago ein Stromlinienzug, der Blue Bird, zum Einsatz. Er benötigte für die Strecke nur fünf Stunden und zehn Minuten. Eine weitere Neuerung war der Huckepackbetrieb. Andere Bahngesellschaften hatten dies schon in den 1930er Jahren eingeführt und auf Anfrage der Lehigh Valley Railroad und der Delaware, Lackawanna and Western Railroad verkehrten ab 23. Juli 1954 LKW-Anhänger auf eigens beschafften Flachwagen von New York nach Chicago über die Gleise dieser beiden Bahngesellschaften bis Buffalo und ab dort auf der Hauptstrecke der Wabash Railroad. Das System bewährte sich und bereits im März 1955 verkehrten auf allen Wabash-Hauptstrecken Huckepackzüge. Am 6. Oktober 1959 wurde nach über zwei Jahren Bauzeit eine neue Brücke über den Illinois River einschließlich einer Neutrassierung der Bahnstrecke bei Valley City eröffnet. Auch die Brücke bei Meredosia wurde saniert.
Am 1. Juli 1959 ging auch Atkinson in den Ruhestand. Sein Nachfolger wurde der 56 Jahre alte Herman H. Pevler aus Indiana. Er war bis dahin Vizepräsident und Generalmanager der Nordwestregion der Pennsylvania Railroad. In dieser Zeit wurden mehr und mehr Personenzüge eingestellt. Dennoch erhielt die Wabash den Großteil ihrer Expresszüge. Auf dem Abzweig nach Columbia verkehrten sogar 1962 noch gemischte Züge.
Seit 1960 liefen die Verhandlungen einer Übernahme der Wabash Railroad durch die Norfolk and Western Railroad. Diese wollte jedoch die Ann Arbor Railroad nicht mitkaufen. Die Wabash verkaufte daher am 9. September 1963 die Ann Arbor an die Detroit, Toledo and Ironton Railroad, an der sie immer noch Anteile besaß. Im Sommer 1963 war Präsident Pevler zurückgetreten, um zur Norfolk&Western zu wechseln. Sein Nachfolger wurde der 58-jährige Henry Whelen Large. Am 16. Oktober 1964 wurde schließlich die Übernahme vollzogen. Die Wabash Railroad wurde ab diesem Tag durch die Norfolk&Western gepachtet, die auch die Betriebsführung übernahm. Die Gesellschaft existierte weiterhin zur Verwaltung des Wabash-Netzes.

### Die Wabash Railroad als nicht-betriebsführende Gesellschaft
Die neue Betriebsleitung sah sich im Laufe der 1960er Jahre durch rapide sinkende Beförderungszahlen gezwungen, den Personenverkehr auf dem Wabash-Netz nach und nach einzustellen. Am 19. Juni 1968 verkehrte der City of St. Louis letztmals. Im gleichen Jahr wurden auch der Banner Blue Limited und der City of Kansas City auf das Abstellgleis geschickt. Der Blue Bird verkehrte noch bis Januar 1970, der letzte Zug mit nur einem Fahrgast. Lediglich der Wabash Cannon Ball auf der Relation Detroit–St. Louis verkehrte noch bis 30. April 1971.
Viele Wabash-Strecken wurden in den 1970er und 1980er Jahren stillgelegt. Darunter waren die Hauptstrecke Chicago–Decatur zu großen Teilen, einschließlich der Zweigstrecke nach Streator, die Strecke Meredosia–Keokuk, der größte Teil der Strecke Moberly–Des Moines mit der Zweigstrecke nach Ottumwa, die Strecke nach Omaha, der Großteil der Strecke Chicago–Toledo sowie der Abschnitt Delhi–Welland der Strecke nach Buffalo. Die Strecke Bement–Sullivan war bereits in den 1950er Jahren abgebaut worden.
Im November 1991 wurde die Wabash Railroad Company schließlich aufgelöst und in die 1990 durch Fusion der Norfolk&Western und der Southern Railway gegründete Norfolk Southern Railway eingegliedert.